# Caproni Ca.97
Il Caproni Ca.97 era un monomotore multiruolo ad ala alta prodotto dall'azienda italiana Aeronautica Caproni tra i tardi anni venti ed i primi anni trenta.
Destinato sia al mercato civile che a quello militare venne realizzato in molti allestimenti diversi che variavano anche nella motorizzazione, in configurazione mono, bi e trimotore. Fu il primo successo dell'azienda nel mercato dell'aviazione commerciale.

## Storia

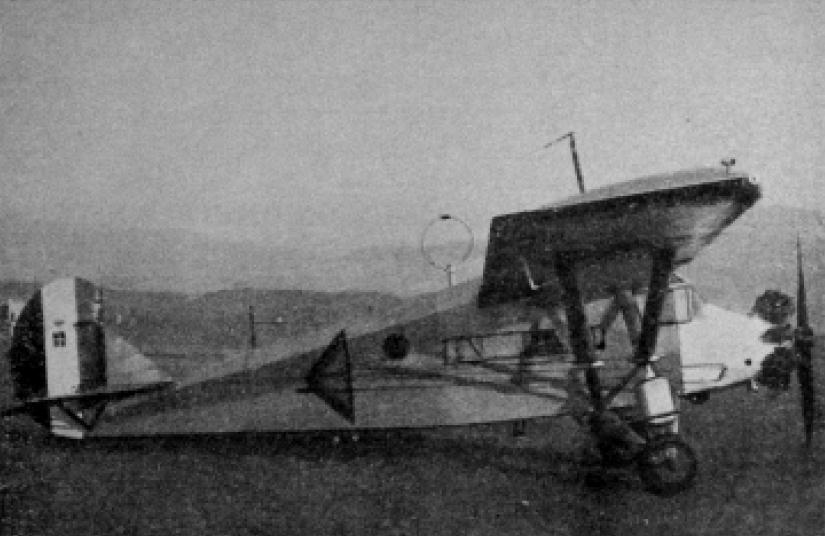
Caproni Ca.97 con apparato radiogoniometrico.

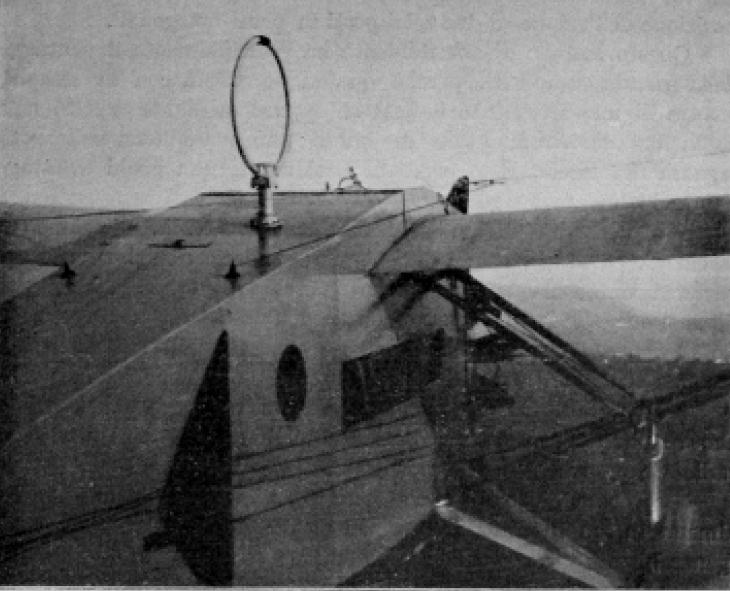
Particolari di un apparato radiogoniometrico su un Caproni Ca.97

### Sviluppo
Dopo aver dedicato gran parte della produzione militare, nella seconda metà degli anni venti Gianni Caproni decise di sondare il mercato dell'aviazione civile con un nuovo modello che potesse soddisfare sia esigenze belliche che quelle del trasporto civile. Venne quindi sviluppato il Ca.97, un monoplano ad ala alta e carrello fisso dall'aspetto, per l'epoca, moderno e che venne portato in volo per la prima volta nel 1927.
Il prototipo era in configurazione trimotore, equipaggiato con motorizzazione Lorraine-Dietrich da 130 CV ciascuno ed in grado di trasportare sei persone alloggiate nella fusoliera. Ne venne avviata una prima produzione in serie con la medesima configurazione, identificata dalla designazione Ca.97 C. Tr. (Trimotore) e destinata al trasporto passeggeri civile, seguita da un modello bimotore che resterà realizzato in un unico esemplare.
In seguito vennero progettate diverse configurazioni, Ca.97 Co. (Coloniale monomotore impiegato soprattutto in Libia, in Eritrea ed in Somalia), Ca.97 C. Mon. (Monomotore), Ca.97 Idro (Idrovolante), Ca.97 Ri. (Ricognizione impiegato specialmente sul territorio metropolitano), Ca.97 M (Monomotore Merci) con una serie di diverse motorizzazioni che garantivano una potenza complessiva da 400 a 500 CV.
I successivi esemplari vennero realizzati con diversi allestimenti e destinati ad uso militare, nelle versioni disarmate come aereo da trasporto leggero, aereo da addestramento, aeroambulanza, ed in due armate, come aereo da ricognizione con una coppia di mitragliatrici alari e come bombardiere leggero posizionate in una torretta difensiva dorsale.
Alcuni esemplari trovarono impiego nella Magyar légierő.

## Descrizione tecnica
Il Ca.97, benché fosse realizzato in diverse configurazioni motoristiche, conservava un'identica struttura di base, monoplano di costruzione metallica e carrello fisso.

## Utilizzatori
Italia
- Regia Aeronautica

### Periodici
- (EN) The Caproni "C.A. 97" Colonial, in Flight, Sutton, Surrey (UK), Reed Business Information Ltd, 29 agosto 1929,  pp. 927-8. URL consultato il 19 ottobre 2012.